# Hamburger Bezirksversammlungswahlen 2014
Bei den Hamburger Bezirksversammlungswahlen 2014 am 25. Mai erzielte die SPD im Schnitt 35,2 % und Verluste von 9,7 Prozentpunkten. Die CDU  erreichte 24,8 % und einen Zuwachs von 1,5 Prozentpunkten. Die Grünen erreichten 18,2 %, bei einem Stimmenzuwachs von vier Prozentpunkten. Die erstmals angetretene AfD erzielte 4,5 %. Die FDP erzielte 3,9 % und Verluste von 2,1 Prozentpunkten. Einen Zuwachs von 3,2 Prozentpunkten verzeichnete Die Linke und kam insgesamt somit auf 10,2 %. Die Piraten  kamen auf 2,7 % wie bei der vorherigen Bezirkswahl. Siehe auch Bezirksversammlung.
Das Gesamtergebnis der Bezirksversammlungswahlen 2014 lautete wie folgt:
| Wahlberechtigte              | Wahlberechtigte              | Wahlberechtigte              | 1.382.699 | 1.382.699 | 1.382.699 | 1.382.699 |
| Wählende                     | Wählende                     | Wählende                     | 566.189   | 566.189   | 566.189   | 566.189   |
| Wahlbeteiligung (in Prozent) | Wahlbeteiligung (in Prozent) | Wahlbeteiligung (in Prozent) | 40,9      | 40,9      | 40,9      | 40,9      |
| Gültige Stimmen              | Gültige Stimmen              | Gültige Stimmen              | 2.696.973 | 2.696.973 | 2.696.973 | 2.696.973 |
| Partei                       | Partei                       | Stimmen                      | Prozent   |           |           |           |
|                              | SPD                          | 948.255                      | 35,2      |           |           |           |
|                              | CDU                          | 668.377                      | 24,8      |           |           |           |
|                              | Grüne                        | 491.400                      | 18,2      |           |           |           |
|                              | Linke                        | 273.975                      | 10,2      |           |           |           |
|                              | AfD                          | 120.964                      | 4,5       |           |           |           |
|                              | FDP                          | 105.387                      | 3,9       |           |           |           |
|                              | Piraten                      | 73.497                       | 2,7       |           |           |           |
|                              | NPD                          | 7.248                        | 0,3       |           |           |           |
|                              | Freie Wähler                 | 5.347                        | 0,2       |           |           |           |
|                              | ÖDP                          | 2.241                        | 0,1       |           |           |           |
|                              | Die Konservativen            | 282                          | 0,0       |           |           |           |

Das Gesamtergebnis der ebenfalls am 25. Mai 2014 stattgefundenen Europawahl lautete in Hamburg:
| Wahl       | Datum        | SPD    | CDU    | Grüne  | Linke | AfD   | FDP   | Piraten |
| ---------- | ------------ | ------ | ------ | ------ | ----- | ----- | ----- | ------- |
|            |              |        |        |        |       |       |       |         |
| Europawahl | 25. Mai 2014 | 33,8 % | 24,6 % | 17,2 % | 8,6 % | 6,0 % | 3,7 % | 2,2 %   |